# Récit (linguistique)
Selon Émile Benveniste, le récit est un ensemble de phrases ou de mots dans lequel le narrateur n'est pas « engagé », contrairement au discours.